# Garland (Utah)
Garland es una ciudad del condado de Box Elder, estado de Utah, Estados Unidos. Según el censo de 2000 la población era de 1.943 habitantes.

## Geografía
Garland se encuentra en las coordenadas 41°43′58″N 112°9′42″O / 41.73278, -112.16167.
Según la oficina del censo de Estados Unidos, la ciudad tiene una superficie total de 4,6 km². No tiene superficie cubierta de agua.
- Datos: Q483302
- Multimedia: Garland, Utah / Q483302

1. ↑  Zip Data Maps, código ZIP n.º 84312.